# Diaspis casuarinae
Diaspis casuarinae är en insektsart som beskrevs av Williams och Watson 1988. Diaspis casuarinae ingår i släktet Diaspis och familjen pansarsköldlöss.
Artens utbredningsområde är Nya Kaledonien. Inga underarter finns listade i Catalogue of Life.